# Jan Wils
Jan Wils (Alkmaar, 1891 – L'Aia, 25 giugno 1972) è stato un architetto olandese.

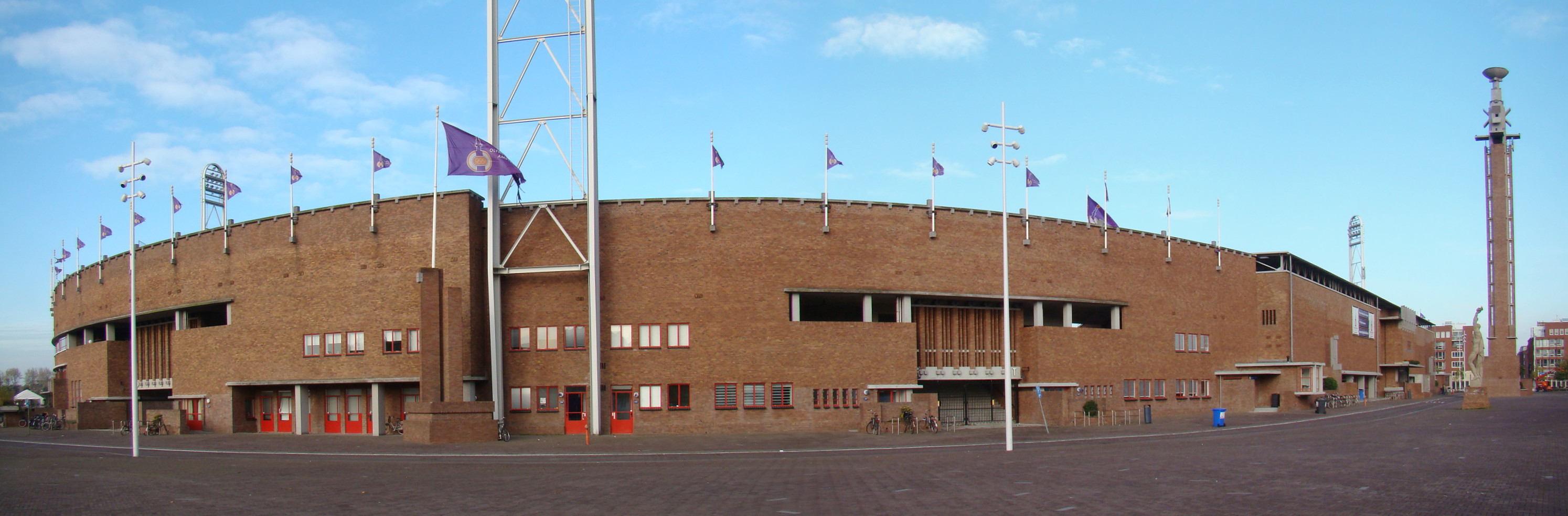
Lo stadio per l'Olimpiade di Amsterdam 1928

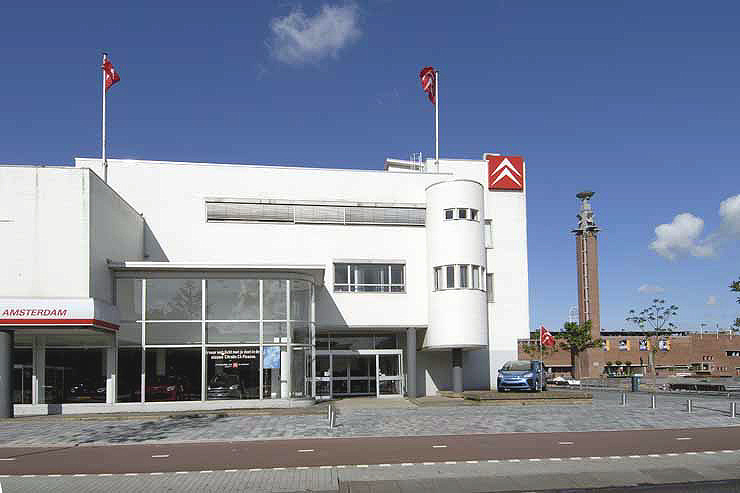
Garage Citroen ad Amsterdam (1931)

Fu tra i fondatori del movimento De Stijl (neoplasticismo) risultando tra i firmatari del manifesto del 1918.
Tuttavia la sua opera rivela anche l'influenza della cosiddetta Scuola di Amsterdam, la corrente influenzata da Berlage, la personalità più importante dell'architettura olandese di inizio secolo e soprattutto di Frank Lloyd Wright. Le opere degli anni '20 e '30 di Wils sono infatti caratterizzate dalla presenza di elementi stilistici riferibili all'architetto americano.
Tra le sue opere più conosciute lo stadio Olimpico di Amsterdam (1928).
Fu attivo anche nei decenni del dopoguerra anche se la sua opera di questo periodo rimase piuttosto nell'ombra.